# Шахта «Голубівська»
ДВАТ "Шахта «Голубівська».
Фактичний видобуток 1573/467 т/добу (1990/1999). У 2003 р. видобуто 9 тис.т. вугілля. Максимальна глибина 700 м (1990/1999).
Протяжність підземних виробок 86,7/48,3 км (1990/1999). У 1990/1999 розробляла відповідно пласти l4, l2', k7, k6, k3' та k3' потужністю 0,65-0,83/0,85 м, кути падіння 4-6о. Всі пласти небезпечні щодо вибуху вугільного пилу. Кількість очисних вибоїв 9/2, підготовчих 15/3 (1990/1999).
Кількість працюючих: 3100/1416 чол., в тому числі підземних 2354/1032 чол. (1990/1999).
Адреса: 93800, вул. Дзержинського, 13, м. Кіровськ, Луганської обл.